# Леонов, Эдуард Владимирович
Эдуард Владимирович Леонов (укр. Едуард Володимирович Леонов; род. 3 февраля 1974, Евпатория) — украинский политик. Народный депутат Верховной рады Украины VII созыва (2012—2014). Член партии «Свобода».

## Биография
Родился 3 февраля 1974 года в Евпатории.
Окончил Симферопольский государственный университет имени М. В. Фрунзе в 1996 году по специальности «украинский язык и литература», а в 2005 году — Крымский инженерно-педагогический университет.
Занимался предпринимательской деятельностью. Является членом партии «Свобода», возглавлял крымское и севастопольское отделение партии. В 2007 году участвовал в осуществлении акта вандализма в отношении монумента «Выстрел в спину» в Симферополе. Леонов вместе с ещё двумя членами «Свободы» облил скульптурную композицию красной краской.
В 2009 году судился с депутатом крымского парламента Андреем Козенко.
Во время президентских выборов 2010 года Леонов был доверенным лицом Олега Тягнибока. С 2010 по 2012 год — депутат Тернопольского областного совета.

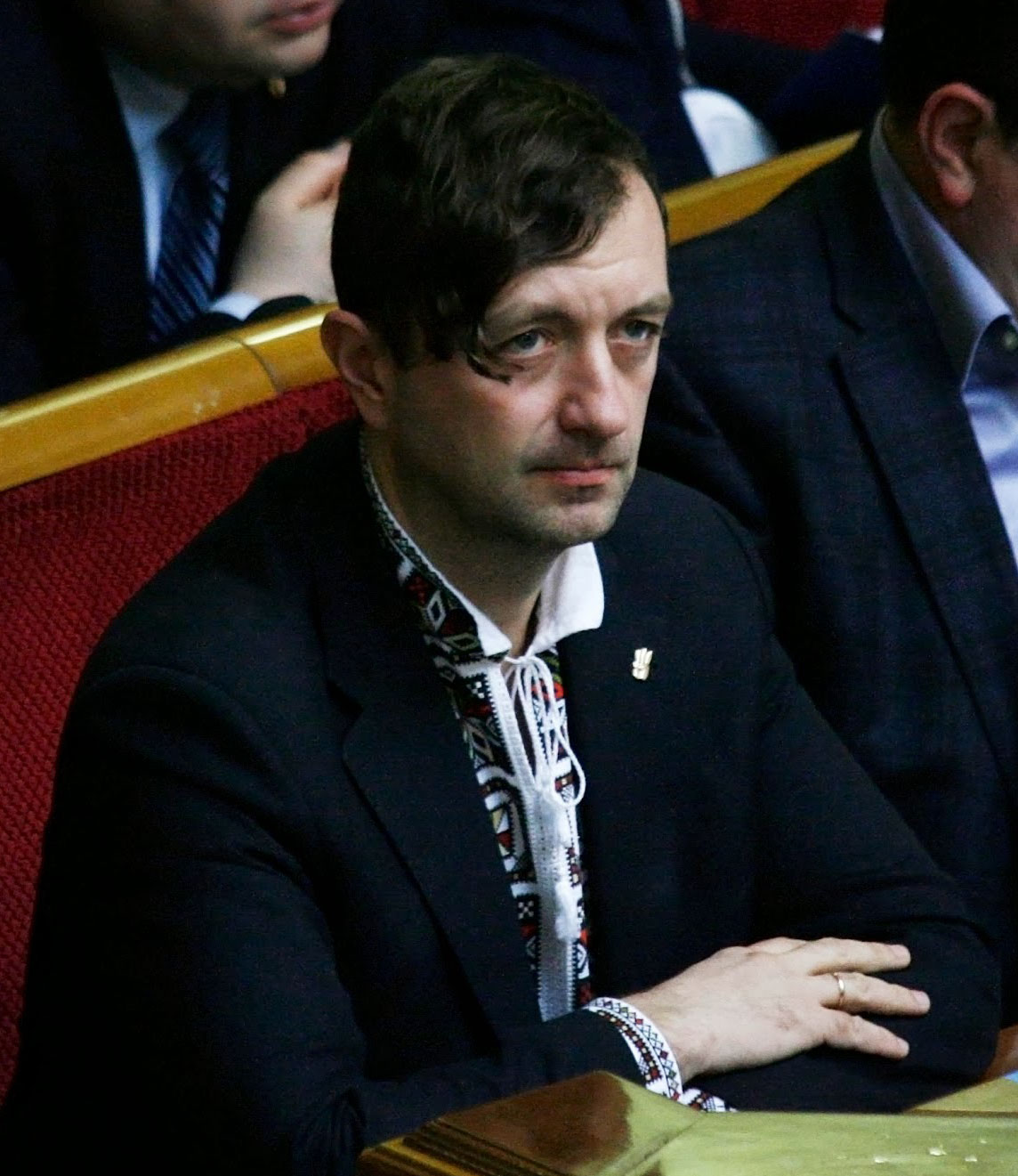
На заседании Верховной рады (2014 год)

Во время парламентских выборов 2012 года был главой избирательного штаба «Свободы» в Черкасской области. Проживал в селе Молодецкое Черкасской области. Одновременно с этим Леонов был включён под № 23 в партийный список и прошёл в Верховную раду. Входил в комитет по делам пенсионеров, ветеранов и инвалидов, постоянную делегацию в Парламентской ассамблеи ГУАМ, комитет по политическим, правовым вопросам и межпарламентского сотрудничества, являлся заместителем главы Специальный контрольной комиссии Верховной рады по вопросам приватизации.
11 июля 2013 года в здании Киевского городского совета произошла потасовка между Леоновым и главой фракции Партии регионов Алексеем Омельяненко из-за того, что Омельяненко возмутился нахождением нардепа в помещении в шортах.
Во время Евромайдана входил в штаб национального сопротивления и являлся революционным комендантом Киевсовета. В 2014 году Государственный совет Республики Крым включил Леонова в список лиц, пребывание которых на территории Республики Крым является нежелательным.
Во время парламентских выборов 2014 года занял пятое место с результатом 6 % в округе № 161 (с центром в городе Ромны).
За участие в столкновениях у Верховной рады 31 августа 2015 года МВД вручило Леонову подозрение в организации беспорядков. На Леонова был наложен домашний арест.
24 февраля 2015 года стал лидером закарпатского отделения партии. Баллотировался на должность мэра Ужгорода, однако набрав 3 % занял 8 место.

## Взгляды
Выступает за отмену автономного статуса Крыма и изменение его на статус области. В 2013 году опубликовал обращение в силовые структуры с требованием запретить на территории Украины деятельность таких организаций как «Русское национальное единство» и «Хизб ут-Тахрир». В том же году просил Генерального прокурора Украины Виктора Пшонку принять меры по отношению к газете «Крымская правда» за разжигание межнациональной розни.
В 2013 году Леонов заявил, что в случае объединения Румынии и Молдавии, Украина должна присоединить к себе Приднестровье.
1 февраля 2018 года в эфире передачи «Открытым текстом» телеканала «ЧП.INFO» подрался с журналистом Русланом Коцабой после его слов о том, что «война не только на Донбассе, но и в головах украинцев и она [война] „заберет самых агрессивных“».

## Личная жизнь
Супруга — Екатерина Станиславовна (1974). Дочь — Анастасия (1994) и сын — Григорий (2010).
С 15 лет занимается музыкой, является членом музыкального коллектива «Тавро». Группа Леонова, в частности, записала альбом «Фашист», в одноимённой песне из которого называет себя и Иисуса Христа «фашистами»: «Иисус был не гей, не кошерный марксист, значит, точно фашист».